# María Jesús Sirvent
María Jesús Sirvent es una actriz española, nacida en Murcia.
Inició su aprendizaje como actriz colaborando con el Teatro Universitario de Murcia.
Sobre los escenarios ha interpretado decenas de títulos, entre los que cabe destacar Adiós, señorita Ruth (1973), de Emlyn Williams, Nueve brindis por un rey (1974), de Jaime Salom, Harold y Maud (1975), de Colin Higgins, El caballero de Olmedo (1977), de Lope de Vega, Historias íntimas del Paraíso (1978), de Jaime Salom, Casado de día, soltero de noche (1978), de Julio Mathias, Casandra (1983), de Benito Pérez Galdós, La herida del tiempo (1984), de J. B. Priestley, Usted tiene ojos de mujer fatal (1989), de Enrique Jardiel Poncela, El caballero del milagro (1991), de Lope de Vega, Calígula (1994), de Albert Camus, Picospardo's (1995), de Javier García-Mauriño Múzquiz.
Debuta en televisión en la primera mitad de la década de 1970, en el espacio Novela. Ha intervenido también en las series Compuesta y sin novio (1994), junto a Lina Morgan, Todos los hombres sois iguales (1996-1998), El Comisario (1999-2001) y Agente 700 (2001).
En 2023 rodó la película "Camino de la suerte", teniendo de compañero de reparto a su marido Tito Valverde.  
Casada con el actor Tito Valverde.